# Gagyvendégi
Gagyvendégi ist eine ungarische Gemeinde im Kreis Szikszó im Komitat Borsod-Abaúj-Zemplén.

## Geografische Lage
Gagyvendégi liegt in Nordungarn, 39 Kilometer nordöstlich des Komitatssitzes Miskolc, 26 Kilometer nördlich der Kreisstadt Szikszó an dem Fluss Bátor-patak. Nachbargemeinden sind Gagybátor, Abaújlak und Felsőgagy.

## Geschichte
Im Jahr 1913 gab es in der damaligen Kleingemeinde 65 Häuser und 367 Einwohner auf einer Fläche von 1938 Katastraljochen. Sie gehörte zu dieser Zeit zum Bezirk Cserehát im Komitat Abaúj-Torna.

## Sehenswürdigkeiten
- Landhaus Vendéghy (Vendéghy-kúria), erbaut 1822
- Römisch-katholische Kirche Nagyboldogasszony, erbaut 1903, in der auch die Gottesdienste der griechisch-katholischen Gemeinde stattfinden

## Verkehr
Durch Gagyvendégi verläuft die Landstraße Nr. 2622, von der in westliche Richtung eine Nebenstraße nach Gagybátor abzweigt. Es bestehen Busverbindungen nach Gagybátor, Krasznokvajda, Szikszó sowie Forró-Encs, wo sich der nächstgelegene Bahnhof befindet.